# Szívhangyarokonúak

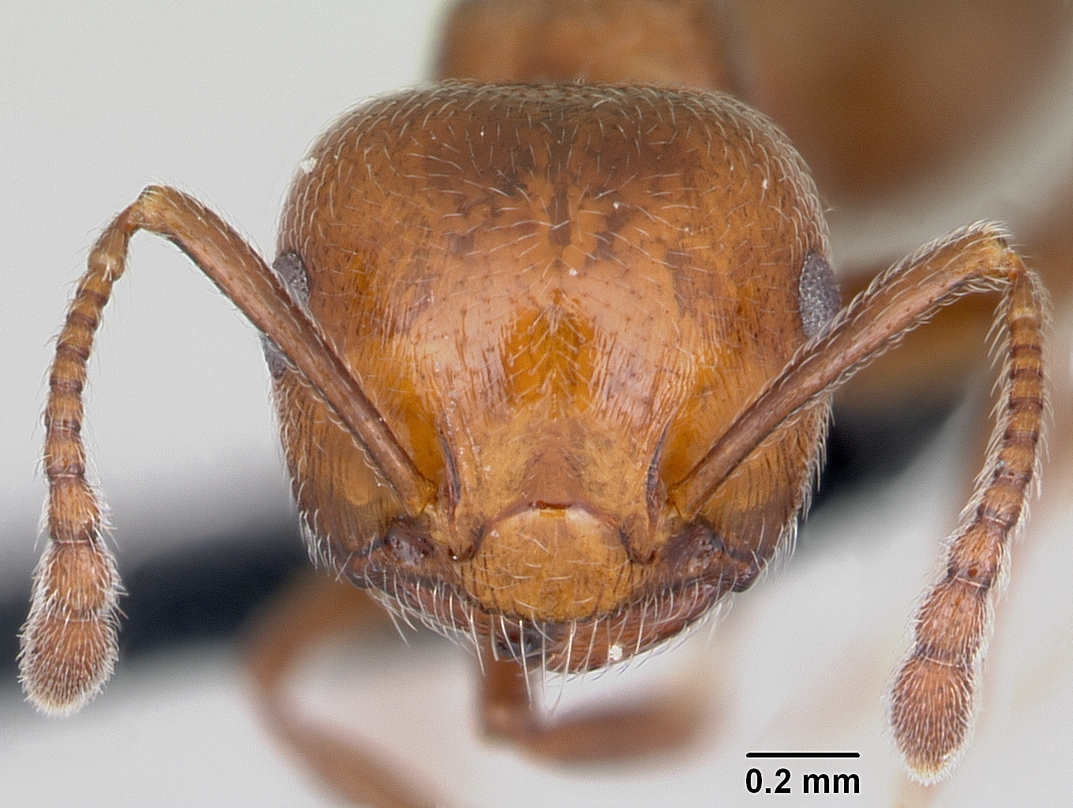
vörös szívhangya feje elölnézetben

A  szívhangya-rokonúak (Crematogastrini) a hártyásszárnyúak (Hymenoptera) rendjében a fullánkosdarázs-alkatúak (Apocrita) alrendjébe sorolt hangyák (Formicidae) között a bütyköshangyaformák (Myrmicinae) alcsalád egyik rendkívül fajgazdag nemzetsége több mint hatvan recens és jó néhány kihalt nemmel.

## Származásuk, elterjedésük
A kozmopolita nemzetségből Magyarországon kilenc nem összesen 35 faja honos:
- szultánhangya (Cardiocondyla)
  - dalmát szultánhangya (Cardiocondyla dalmatica)

- gyepihangya (Tetramorium)
  - satnya gyepihangya (Tetramorium atratulum)
  - hódító gyepihangya (Tetramorium bicarinatum)
  - nyugati gyepihangya (Tetramorium caespitum)
  - orosz gyepihangya (Tetramorium ferox)
  - magyar gyepihangya (Tetramorium hungaricum)
  - gyakori gyepihangya (Tetramorium immigrans)
  - keleti gyepihangya ( Tetramorium indocile)
  - indonéz gyepihangya (Tetramorium insolens)
  - morva gyepihangya (Tetramorium moravicum)
  - déli gyepihangya (Tetramorium semilaeve)
  - barna gyepihangya (Tetramorium staerckei)

- betyárhangya (Strongylognathus)
  - sárga betyárhangya (Strongylognathus testaceus)

- szívhangya (Crematogaster)
  - vörös szívhangya (Crematogaster schmidti)
  - pirosfejű szívhangya (Crematogaster scutellaris)
  - fekete szívhangya (Crematogaster sordidula)

- ráncoshangya (Myrmecina)
  - közönséges ráncoshangya (Myrmecina graminicola)

- kéreghangya (Temnothorax)
  - erdei kéreghangya (Temnothorax affinis)
  - ligeti kéreghangya (Temnothorax albipennis)
  - rozsdás kéreghangya (Temnothorax clypeatus)
  - ritka kéreghangya (Temnothorax corticalis)
  - gubacslakó kéreghangya (Temnothorax crassispinus)
  - kormosképű kéreghangya (Temnothorax interruptus)
  - fényesfejű kéreghangya (Temnothorax jailensis)
  - feketefejű kéreghangya (Temnothorax nigriceps)
  - apró kéreghangya (Temnothorax parvulus)
  - füstös kéreghangya (Temnothorax sordidulus)
  - barnatorú kéreghangya (Temnothorax tuberum)
  - sárga kéreghangya (Temnothorax turcicus)
  - gyűrűs kéreghangya (Temnothorax unifasciatus)
  - rabszolgatartó kéreghangya (Temnothorax zaleskyi)

- martalóchangya (Harpagoxenus)
  - közönséges martalóchangya (Harpagoxenus sublaevis)

- vendéghangya (Formicoxenus)
  - közönséges  vendéghangya (Formicoxenus nitidulus)

- berkihangya (Leptothorax)
  - fenyveslakó berkihangya (Leptothorax gredleri)
  - sötétfejű berkihangya ( Leptothorax muscorum)

## További, Magyarországon ismertebb fajok
- afrikai zughangya (Nesomyrmex angulatus)

- gyakori egérhangya (Xenomyrmex stollii)

- indokínai páncéloshangya (Cataulacus granulatus)
- bambuszlakó páncéloshangya (Cataulacus muticus)
- ázsiai bálványhangya (Carebara diversa)
- termeszvárlakó bálványhangya (Carebara vidua)

- közönséges rejtekhangya (Melissotarsus beccari)

- hegyvidéki gyepihangya (Tetramorium impurum)
- élősködő gyepihangya (Tetramorium inquilinum)
- turáni gyepihangya (Tetramorium schneideri)

- havasi betyárhangya (Strongylognathus alpinus)

- Biró-szívhangya (Crematogaster biroi)

- csillagtorú borzashangya (Meranoplus astericus)

- indiai borzashangya (Meranoplus bicolor)
- dél-afrikai borzashangya (Meranoplus peringueyi)

- amerikai kéreghangya (Temnothorax americanus)

- spanyol kéreghangya (Temnothorax aveli)
- ráncos kéreghangya (Temnothorax curvispinosus)
- Kaszab-kéreghangya (Temnothorax kaszabi)
- tövises kéreghangya (Temnothorax longispinosus)
- élősködő kéreghangya (Temnothorax minutissimus)
- nyugati kéreghangya (Temnothorax nylanderi)
- borostás kéreghangya (Temnothorax pilagens)
- szolgagyűjtő kéreghangya (Temnothorax ravouxi)